# Rhodogune (Parthien)
Rhodogune (auch Rodogune, gräzisiert Rodogyne) war eine parthische Prinzessin. Sie war die Tochter des Partherkönigs Mithridates Arsakes Philhellen, Schwester König Phraates’ II. und Gattin des Seleukidenkönigs Demetrios Nikator.

## Leben
Demetrios, mit ägyptischer Hilfe König des Seleukidenreichs in Syrien, griff 141 v. Chr. Parthien an, verlor aber die Schlacht und geriet in Gefangenschaft. Dort heiratete er 138 v. Chr. Rhodogune, obwohl er schon mit der ägyptischen Prinzessin Kleopatra Thea, Tochter des Pharao Ptolemaios Philometor, verehelicht war.  Nach zehnjähriger Gefangenschaft in Hyrkanien wurde Demetrios wieder als König in Syrien eingesetzt. Er stand im Ruf, mit Grausamkeit und Willkür zu herrschen und kam bei einem Bürgerkrieg 125 v. Chr. zu Tode, vermutlich auf Betreiben der Kleopatra Thea, die ihm seine Ehe mit Rhodogune nicht verzieh.

## Literarische Rezeption
Polyainos berichtet in seinen Strategika über Rhodogune als streitbare Frau: „Rhodogune war gerade aus ihrem Bad gestiegen, als sie Nachricht einer Revolte erhielt. Ohne zu warten, bis ihr Haar gemacht worden sei, bestieg sie ihr Pferd, und setzte sich an der Spitze ihrer Armee. Gleichzeitig gelobte sie, sich nicht mehr zu frisieren, bis sie die Rebellen unterworfen hätte, was sie schließlich nach einem langwierigen Krieg erreichte. Dann badete sie, und machte ihr Haar. Nach dieser Begebenheit trägt das Siegel der Könige von Persien die Rhodogune mit zerzaustem Haar.“ Er stellt ihre Taten nach dem Vorbild der Semiramis ausgeschmückt dar. Es ist aber fraglich, ob die von Polyainos erwähnte Heerführerin mit der gleichnamigen Gattin des Demetrios identisch ist.
In der Barockzeit wird das Motiv der beiden streitenden Frauen vermehrt aufgegriffen. Pierre Corneille schreibt ein Stück Rodogune, in dem die Rhodogune als Heldin, Kleopatra Thea – die ihren Sohn mit Demetrios, Seleukos Philometor, vergiftete, und bei dem Versuch, ihren zweiten gemeinsamen Sohn, Antiochos Grypos, zu ermorden, selbst durch dessen Hand den Tod fand (bei Corneille aber Geliebte der Rhodogune) – als eine „personnage maléfique“ darstellt. Weitere literarische Verarbeitungen sind Gabriel Gilberts Rodogune (1646) und Nicholas Rowes The Royal Convert (1708). Bei Corneille wie auch Gilbert, und dem weiteren 17. Jahrhundert, steht die Rhodogune als Allegorie des Krieges (nicht weiblicher Herrschaft) – in diesem Falle in Anspielung auf die Zeit der Regentschaft Annas von Österreich 1643–1651, und den politischen Kontrahenten dieser Zeit, den Prinzen Condé und Gaston d’Orleans, denen diese beiden Werke jeweils gewidmet waren.